# قلعه خرو
قلعه خرو مربوط به دوره صفوی است و در شهرستان طبس، بخش مرکزی، دهستان گلشن، روستای خرو واقع شده و این اثر در تاریخ ۷ اسفند ۱۳۸۶ با شمارهٔ ثبت ۲۱۶۹۸ به‌عنوان یکی از آثار ملی ایران به ثبت رسیده است.
این قلعه از قلوه سنگ و برفراز تپه‌ای مشرف با میدان دید وسیع بنا شده‌ و از نوع دفاعی است. ابعاد آن برابر ۱۸ متر در ۲۱ متر و دیوارهایی با پهنای ۲ متر دارد که در هر چهار گوشه آن برجی ساخته شده‌است. 